# Archidiocèse de Catane
L'archidiocèse de Catane (en latin : Archidiœcesis Catanensis ; en italien : Arcidiocesi di Catania) est un archidiocèse métropolitain de l'Église catholique d'Italie appartenant à la région ecclésiastique de Sicile.

## Territoire

Région ecclésiastique de Sicile
Archidiocèse de Catane
Suffragants

Il est situé dans la partie centrale de la province de Catane entre les diocèses d'Acireale et de Caltagirone qui sont ses suffragants. Son territoire s'étend sur 1 332 km2 divisé en 157 paroisses.
Son évêché est à Catane avec la cathédrale Sant'Agata de Catane qui conserve les reliques de sainte Agathe, vierge et martyre à Catane et patronne de l'archidiocèse. Dans la même ville, plusieurs autres lieux sont dédiées à la sainte, l'église Sant'Agata al Carcere (it) qui serait l'endroit où elle fut emprisonnée et l'église Sainte-Agathe-la-Vétuste, l'ancienne cathédrale. Toujours à Catane, l'église saint Dominique (it) garde le corps du bienheureux Bernard Scammacca, dominicain.
L'archidiocèse compte quatre basiliques mineures : Sainte Marie de l'Aumône et Notre Dame du Mont Carmel (it) à Catane, Santa Caterina à Pedara, Sainte Marie de l'Aumône à Biancavilla.

## Histoire
Dans l'état actuel de la recherche historique et archéologique, il est possible d'attester de la présence d'une communauté chrétienne à Catane seulement à partir du IIIe siècle. Selon la tradition, le diocèse est érigé par saint Bérille (it), originaire d'Antioche et envoyé par l'apôtre Pierre pour évangéliser la ville en l'an 42. L'historiographie récente montre que cette hypothèse est incohérente et non fondée ; cependant, rien n'empêche d'exclure complètement l'historicité de Bérille.
Les premiers évêques historiquement documentés appartiennent au VIe siècle. Fortunato est envoyé en 515 par le pape Hormisdas à Constantinople avec Ennode de Pavie comme légats apostoliques pour tenter d'enrayer le schisme acacien (it). Elpidio et Leone sont mentionnés dans les épistolaires des papes Pélage Ier (556-561) et Grégoire le Grand (590-604). D'autres évêques catanais participent aux conciles œcuméniques du premier millénaire (Teodoro au deuxième concile de Nicée de 787 et Eutimio au quatrième concile de Constantinople de 869-870), ou aux synodes convoqués à Rome par les papes (Giorgio en 679 et Giuliano en 680).
Comme en témoignent les lettres des papes du VIe siècle, la Sicile n'a pas de diocèse métropolitain jusqu'au début du VIIe siècle ; bien que politiquement soumis à l'Empire byzantin, du point de vue ecclésiastique, tous les diocèses siciliens sont suffragants du diocèse de Rome. C'est seulement à partir de la première moitié du VIIIe siècle, après les controverses sur l'iconoclasme, que la Sicile est soustraite par l'empereur Léon III l'Isaurien à la juridiction de Rome et soumise au patriarcat de Constantinople (vers 732). Dans ce contexte, Catane assume un rôle de prestige, bientôt élevé comme métropolitain sans suffragants, comme en témoignent les sceaux des métropolites Costantino II et Antonio, et le Notitia Episcopatuum rédigé à l'époque de l'empereur Léon VI le Sage et daté du début du Xe siècle. La montée du prestige du siège de Catane près de la capitale de l'Empire est certainement le culte de sainte Agathe, en l'honneur de laquelle une église est construite à Constantinople.
En 827 les Arabes débarquent à Marsala et se rendent maîtres de l'île en quelques décennies ; la chute de Taormine en 902 conduit bientôt la conquête de Catane ; pendant l'occupation arabe de la Sicile, très peu d'informations sont disponibles sur la vie des communautés chrétiennes et des structures ecclésiastiques néanmoins le métropolite Leone est présent au synode de Constantinople de février 997.
Au XIe siècle, les Normands conquièrent la Sicile et procèdent progressivement à la restauration des circonscriptions ecclésiastiques. Catane est reconquise en 1071 et, après la rencontre à Troina de Roger Ier de Sicile et du pape Urbain II (1088), le roi normand fonde en 1091 l'abbaye bénédictine de Sant'Agata. L'année suivante, par une bulle émise à Anagni le 9 mars, Urbain II rétablit le diocèse de Catane, en nommant en même temps le premier évêque Ansgerio, abbé de Sant'Agata. Roger dote l'église de Catane de nombreux biens et privilèges, et investit l'évêque de prérogatives féodales, avec de larges pouvoirs sur la ville, le territoire environnant et la mer, et le droit d'exercer la justice ; beaucoup de ces droits sont abolis par Frédéric II au XIIIe siècle.
La nouvelle cathédrale, construite près de l'abbaye de Sant'Agata, est inaugurée en 1094 ; le 17 août 1126 voit le retour des reliques de sainte Agathe. Le 4 février 1183, le pape Lucius III assigne Catane à la province ecclésiastique de l' archidiocèse de Monreale, décision confirmée par le pape Clément III le 29 octobre 1188.
Deux institutions ecclésiastiques marquent la vie du diocèse pendant plusieurs siècles. Le premier est le chapitre de chanoines de la cathédrale, qui, depuis la fondation du diocèse, se compose des moines bénédictins de l'abbaye voisine de Sant'Agata. Le clergé séculier, qui en été exclus, obtient en 1449 du pape Eugène IV, l'érection d'un second chapitre dans l'église de Sainte Marie de l'Aumône. Les conflits entre les deux chapitres ne sont pas rares jusqu'à ce que l'évêque Nicola Maria Caracciolo obtienne la suppression du chapitre monastique qui est sécularisé par le pape Pie V en 1568.
La deuxième institution est une particularité du diocèse. En effet, depuis la fondation, tout le diocèse ne compte qu'une paroisse avec son siège à la cathédrale et l'évêque est le seul curé, tous les prêtres sont considérés comme ses vicaires avec faculté d'administrer les sacrements. Les premières paroisses ne sont érigées canoniquement qu'en 1919 dans les communes du diocèse et en 1944 dans la ville de Catane. Cette situation a toutefois profité à l'archidiocèse, qui a réussi à se préserver de la confiscation des biens des évêques prévue par la loi de 1867 prouvant que l'archevêque était le seul curé et que les biens étaient donc annexés aux soins des âmes.
Dans la seconde moitié du XVIe siècle, des évêques zélés travaillent à l'application des décrets du concile de Trente. Mgr Caracciolo organise le premier synode diocésain en 1565 ; d'autres synodes sont convoqués en 1622 et 1668. En 1572, l'évêque Antonio Faraone établi le premier séminaire sicilien à Catane. Au XVIIIe siècle, l'évêque Salvatore Ventimiglia publie un catéchisme en sicilien qui est utilisé jusqu'à l'avènement de celui de Pie X ; et fait installer une imprimerie dans le séminaire où le Nouveau Testament est imprimé en grec ainsi que plusieurs œuvres classiques latins et grecs.
Dans la première moitié du XIXe siècle, le territoire du diocèse, qui est resté inchangé depuis les Normands, est démembré au profit de l'érection du diocèse de Caltagirone en 1816, des diocèses de Nicosia et de Piazza Armerina en 1817 et du diocèse d'Acireale en 1844. Le 4 septembre 1859, le pape Pie IX élève Catane au rang d'archidiocèse immédiatement soumis au Saint-Siège, accordant aux archevêques le privilège du pallium, révoqué par le pape Paul VI en 1978. Le 1er archevêque est Giuseppe Benedetto Dusmet (1867-1894), dernier abbé-évêque de Catane, béatifié par le pape Jean-Paul II en 1988. Son successeur Giuseppe Francica-Nava de Bontifè (1895-1928) donne au diocèse une empreinte sociale plus marquée. En novembre 1994, l'archidiocèse reçoit la visite pastorale du pape Jean-Paul II et le 2 décembre 2000, il est élevé au rang de métropolitain avec deux diocèses suffragants : Acireale et Caltagirone.

## Sources
- (it) Cet article est partiellement ou en totalité issu de l’article de Wikipédia en italien intitulé « Arcidiocesi di Catania » (voir la liste des auteurs).
- (en) Catholic Hierarchy